# Ungern i olympiska vinterspelen 2014
Ungern deltog med 16 deltagare vid de olympiska vinterspelen 2014 i Sotji. Ingen av landets deltagare erövrade någon medalj.